# Sabine Noethen
Sabine Noethen (* 29. Oktober 1964 in Düsseldorf) ist eine deutsche Fernsehmoderatorin.
Sie moderierte unter anderem Pfiff und Live aus dem Alabama (1984). 1986 löste sie Mady Riehl für die letzten drei Folgen in der Jury von Dalli Dalli ab. 
Noethen gehörte vom Beginn des ZDF-Mittagsmagazins 1989 bis 1994 zu den Moderatoren der Fernsehsendung. In den Jahren 1994 und 1995 führte sie im Wechsel mit Andreas Spellig und Axel Bulthaupt durch das Boulevardmagazin Brisant im Ersten. Von 1995 bis 1997 war sie als Moderatorin und Redakteurin des Infotainmentmagazins taff auf ProSieben tätig, ab 2000 in der Moderation und Redaktion der N24-Nachrichten und von 2003 bis August 2005 bei den K1 Nachrichten auf kabel eins. Von Juni 2008 bis Ende 2010 moderierte sie Sendungen beim Lokalsender center.tv Düsseldorf.